# Московсько-Петроградська лінія
Друга лінія, також відома як Московсько-Петроградська або синя лінія — лінія Петербурзького метрополітену.  З'єднує через центр південні і північні райони Санкт-Петербурга. Відкрита 29 квітня 1961 року.

## Хронологія пусків
| Черга                                      | Дата відкриття   | Довжина |
| ------------------------------------------ | ---------------- | ------- |
| «Технологічний інститут» — «Парк Перемоги» | 29 квітня 1961   | 5.5 km  |
| «Технологічний інститут» — «Петроградська» | 1 липня 1963     | 6.0 km  |
| «Парк Перемоги» — «Московська»             | 25 грудня 1969   | 1.7 km  |
| «Московська» — «Купчино»                   | 25 грудня 1972   | 4.5 km  |
| «Петроградська» — «Удєльна»                | 6 листопада 1982 | 6.1 km  |
| «Удєльна» — «Проспект Просвіти»            | 19 серпня 1988   | 4.1 km  |
| «Проспект Просвіти» — «Парнас»             | 22 грудня 2006   | 2.2 km  |
| Загалом:                                   | 18 станцій       | 30.1 km |

## Історія перейменувань
| Станція     | Попередня назва (и | Роки      |
| ----------- | ------------------ | --------- |
| Сінна площа | Площа Миру         | 1963–1991 |

## Пересадки
| # | Пересадка на лінію           | Зі станції               | На станцію               |
| - | ---------------------------- | ------------------------ | ------------------------ |
| 3 | Невсько-Василеострівна лінія | «Невський проспект»      | «Гостинний двір»         |
| 4 | Правобережна лінія           | «Сінна площа»            | «Спаська»                |
| 5 | Правобережна лінія           | «Сінна площа»            | «Садова»                 |
| 1 | Кіровсько-Виборзька лінія    | «Технологічний інститут» | «Технологічний інститут» |

## Депо і рухомий склад

### Депо, що обслуговуює лінію
| Електродепо       | Період                |
| ----------------- | --------------------- |
| ТЧ-1 «Автово»     | 1961—1972             |
| ТЧ-3 «Московське» | 1972 — 1 августа 2013 |
| ТЧ-6 «Виборзьке»  | з 1 серпня 2013       |

### Кількість вагонів у потягах
| Кількість | Період    |
| --------- | --------- |
| 5         | 1961—1970 |
| 6*        | з 1970    |

- Подальше збільшення кількості вагонів у потязі неможливо через довжини платформ на станціях лінії, а також через наявність на лінії чотирьох станцій закритого типу «горизонтальний ліфт».

### Типи вагонів, що використовуються на лінії
| Тип              | Період     |
| ---------------- | ---------- |
| 81-717/714       | Сьогодення |
| 81-717.5/714.5   | Сьогодення |
| 81-717.5П/714.5П | Сьогодення |
| 81-540.1/541.1   | Сьогодення |
| 81-540.9/541.9   | Сьогодення |

## Ресурси Інтернету
- Санкт-Петербург. Петроград. Ленінград: Енциклопедичний довідник. Московсько-Петроградська лінія метрополітену(рос.)
- Московсько-Петроградська лінія на metro.vpeterburge.ru [Архівовано 21 липня 2017 у Wayback Machine.](рос.)
- Московсько-Петроградська лінія на ometro.net(рос.)